# Persona (film)
Persona – szwedzki dramat psychologiczny z 1966 roku w reżyserii i na podstawie scenariusza Ingmara Bergmana. Film uznawany przez krytyków za jedno z najbardziej enigmatycznych, zarazem największych, dzieł w historii kina.

## Tytuł
Łaciński rzeczownik tworzący tytuł filmu znaczy: osoba. Tytuł odwołuje się do filozoficznego rozumienia osoby w duchu personalizmu - jako suwerennego podmiotu, mającego swą godność i wartość. Film odsłania też psychologiczne pojmowanie osoby jako osobowości, poddanej zewnętrznym interakcjom, odczuwanym niekiedy jako zagrożenie.
Jednak persona oznacza także maskę, którą nosił na scenie aktor w teatrze greckim, czy wprost rolę. Persona jest wreszcie przyjętą przez osobę jej "rolą" w kulturze, przyjętą "maską", jak twierdził Jung. Jedna z głównych bohaterek to aktorka. Tytuł staje się aluzją do jej zawodu, zarazem metaforycznie wskazując udawanie i rozpad tożsamości jako piętno sztuki.

## Fabuła, styl, znaczenia
Pierwsza i ostatnia sekwencja filmu to obraz lampy łukowej w (tradycyjnym) projektorze filmowym. Lampa rozbłyska i taśma zaczyna się przewijać, z chaotycznych kadrów powstaje narracja. Na końcu Persony spójny ruch obrazów staje się chaotyczny, taśma zamiera, lampa projektora gaśnie. Sceny te, perfekcyjnie nakręcone przez operatora Svena Nykvista, tworzą klamrę filmu. Pomiędzy nimi toczy się opowieść fabularna o aktorce i pielęgniarce. Bergman uczynił tak Personę najpierw filmem o sztuce, o istocie kreacji i złudzeniach narracji, a potem dopiero – przenikliwym studium psychologicznym.
Aktorka Elizabet Vogler po spektaklu teatralnym tragedii Eurypidesa Elektra przestała mówić. Obserwacja szpitalna wyklucza chorobę psychiczną – to raczej przejaw niezgody na siebie i świat oraz akt niezwykle silnej woli. Lekarka wysyła aktorkę wraz z pielęgniarką Almą do swego domku nad Bałtykiem, by tam odzyskała równowagę. Elżbieta milczy. Za to Alma, która podziwia ją naiwnie jako aktorkę, wiele mówi, odsłaniając siebie, w tym intymne szczegóły życia, zwierza się z lęków i urazów. Stara się upodobnić do aktorki, którą ubóstwia. W ręce Almy trafia jednak list aktorki do lekarki, w którym została ironicznie opisana. Alma czuje się zdradzona i wykorzystana. Elżbieta odzyska siły, powróci do męża i pracy. W domku pozostanie Alma – wewnętrznie rozbita, bez zgody na samą siebie. Dźwigając walizkę Alma wsiądzie do powrotnego autobusu w takim stanie wewnętrznym, w jakim przedtem znajdowała się pani Vogler.
Doszło do symbolicznej wymiany osobowości, prawie do zamiany tożsamości, a może – jak sugerują niektóre interpretacje (ujmując fabułę filmu alegorycznie) – Elżbieta i Alma to... jedna osoba, dwoista psychicznie? Bergmana zajmuje tożsamość osoby ludzkiej – głębinowe pokłady szczerości i prawdy, lecz też odgrywana rola społeczna, maska (w psychologii określana jako persona), także napięcia międzyludzkie. Temat osobny to sztuka: jej moc, kreacja, ale i fałsz. W końcu aktorka zdradziła swoistą przyjaźń, okazywaną przez Almę.
Persona jest może najtrudniejszym filmem Bergmana, ma cechy eseju lub powiastki filozoficznej. To zarazem dzieło przełomowe dla języka sztuki filmowej, wielokrotnie wymieniane pośród największych arcydzieł kina. Precyzja czarno-białych zdjęć Nykvista, ascetyczna czystość kadru, wielkie (nowatorskie) zbliżenia twarzy lub tylko oczu, słynny kolaż, kiedy połowę kadru zajmuje twarz Elizabeth, a drugą połowę twarz pielęgniarki (reżyser celowo wykorzystał fascynujące go fizyczne podobieństwo Liv Ullmann i Bibi Andersson), wreszcie skupione i powściągliwe, a bogate psychologicznie aktorstwo – czynią z Persony film o niezwykłej mocy artystycznej.
Przyjęta przez krytykę jako film skrajnie trudny, zarazem arcydzieło nowatorskie stylistycznie, Persona nie zdobyła nagród. Na festiwalach filmowych pokazywana była poza konkursem.
Bergman po latach wspominał:

"Dziś czuję, że w Personie [...] posunąłem się tak daleko, jak tylko mogłem. W poczuciu wolności dotknąłem bezsłownych tajemnic, które jedynie kino potrafi unieść".

## Obsada
- Liv Ullmann – aktorka Elizabet Vogler
- Bibi Andersson – pielęgniarka Alma
- Gunnar Björnstrand – Vogler, mąż Elizabet
- Margareta Krook – lekarka
- Jörgen Lindström – chłopiec

## Realizacje teatralne
W 2024 roku Anna Burzyńska i Magdalena Łazarkiewicz napisały autorski scenariusz pt. „Persona K2”, inspirowany „Personą” i „Jesienną sonatą” Bergmana. Spektakl wyreżyserowała Magdalena Łazarkiewicz w krakowskim Teatrze BARAKAH. 